# Меблева музика

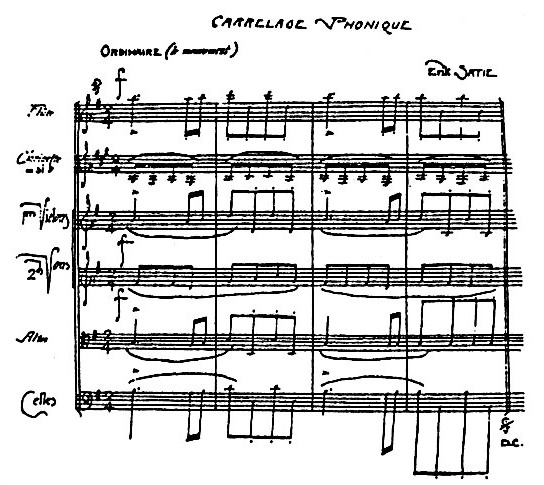
Ерік Саті, «Звукові плитки». Автограф 1917 року

Мебле́ва му́зика (фр. Musique d'ameublement) — принципово новий вид музичного мистецтва, винайдений у 1914–1916 роках і вперше реалізований у 1917–1919 роках французьким композитором Еріком Саті.
Основним принципом структурної і смислової побудови нового музичного жанру став закон безкінечного повторювання (використання репетативної техніки). Musique d'ameublement Еріка Саті побудована на вільному, нічим не обмеженому числі повторень одного або декількох тематичних мотивів, або субмотивів.
Звичайно, що ніхто з сучасників Саті його не підтримав та не оцінив його інновації. Передові композитори того часу сприйняли винахід musique d'ameublement як нову безглузду витівку аркьойського дивака.
Твори Саті залишалися забутими досить тривалий час, доки з легкої руки Анрі Соге та Джона Кейджа musique d'ameublement не була покладена в основу нової авангардної течії 1960х років під назвою — «мінімалізм».
Меблева музика не стала ані першим відкриттям, ані великим досягненням Саті. До моменту її створення в 1887 році, за п'ять років до перших новаторських дослідів Дебюссі, Саті опублікував свої п'єси для фортепіано та декілька романсів, які стали предтечею імпресіонізму в музиці.
Пізніше, після 1902 року Саті впевнено стає біля джерел таких течій як примітивізм, неокласицизм та неоромантизм. Композитор досягнув цього завдяки своєму характеру. Він постійно стояв в опозиції до себе самого і прагнув нового, свідомо уникаючи зупинки творчого процесу на одному стилі.
Він висловився з цього приводу так: «у мистецтві не повинно бути ніякого поклоніння та ніякого рабства. В кожному своєму творі я навмисно збиваю з пантелику моїх послідовників. І це напевно єдиний спосіб для артиста, якщо він бажає уникнути перетворення на закостенілого главу школи».
Тому жанр musique d'ameublement не має чіткого часового простору в творчості Саті, не має послідовників, його навіть не можливо чітко виокремити у калейдоскопі творів композитора.
Актуальність musique d'ameublement говорить сама за себе. На сьогодні вже пройшло понад сто років з часу написання першого подібного твору, але ця музика звучить досі і створюється майже за таким незмінним принципом, який винайшов композитор.